# Centaurea peucedanifolia
Centaurea peucedanifolia — вид квіткових рослин родини айстрових (Asteraceae). Ендемік пн.-сх. Греції (гора Афон).

## Середовище
Вид росте на кам'янистих сланцевих схилах з крутим ухилом уздовж дороги. У другому місці його знаходять на піщаному та гравійному ґрунті, навколо руїн старої вежі.

## Морфологічні особливості
Дворічний вид з квітконосними стеблами висотою 30–60 см, що розгалужуються від середини. Квітки блідо-фіолетові. Період цвітіння: квітень — червень.